# Изида
Изида је врховна богиња старог Египата, ћерка Геба и Нут (земље и неба), сестра и супруга бога Озириса, мајка бога Хоруса. Она је оличење земaљске снаге и истовремено богиња Mесеца. Представља се са Cунчевим диском који се налази између два кравља рога. Њен култ се у своје време био проширио и на Хеладу и Рим. Сматрана је идеалном супругом, мајком и била је једно од најцењенијих божанства.

## Изида
Изида је била главна богиња древне египатске религије чији се утицај проширио широм грчко-римског света. Први пут се спомиње у Старом краљевству (око 2686.–2181. п. н. е.) као један од главних ликова у миту о Озирису, у којем она оживљава свог убијеног мужа, божанског краља Озириса и ствара свог наследника Хоруса. Сматрало се да помаже мртвима да уђу у загробни живот као што је помогла Озирису, и сматрана је божанском мајком фараона. Првобитно је играла ограничену улогу у краљевским ритуалима и храмским обредима, иако је била веома истакнута у погребној пракси и чаробним текстовима. Обично је приказивана у уметности као женска особа која је на глави носила хијероглиф налик трону. За време Новог краљевства (око 1550.-1070. п. н. е.), након што је преузела особине које су првобитно припадале Хатор, најистакнутијој богињи ранијих времена, Изида је приказана са Хаторином главом коју је чинио сунчев диск између рогова краве.
У 1. миленијуму п. н. е., Озирис и Изида постали су најпопуларнија египатска божанства, а Изиди су се преписивале особине многих других богиња. Владари у Египту и њихове комшије на југу, владари из Нубије, почели су да граде храмове посвећене првенствено Изиди, а њен храм у Филеу био је религиозни центар и за Египћане и за Нубијце. Изидина магијска моћ била је већа од свих других богова, и веровало се да штити краљевство од својих непријатеља, да управља небом и природним светом, и да има моћ над самом судбином.
У хеленистичком периоду (323—30. п. н. е.), када су Египтом владали Грци, Грци и Египћани су веровали у култ Изиде, заједно са новим богом Сераписом. Изиди су приписиване особине неких грчких божанстава, као што је изум брака и заштита бродова на мору али је задржана чврста веза са Египтом и другим египатским божанствима која су била популарна у хеленистичком свету, као што су Озирис и Харпократ. Како се хеленистичка култура проширила на територију Рима у 1. веку п. н. е., култ Изиде је постао део римске религије. Њени следбеници су чинили мали део становништва римског царства али су се простирали на целој територији. Свештеници су развили карактеристичне фестивале, као и церемоније иницијације сличне онима других грчко-римских мистериозних култова. Неки од њених следбеника су веровали да је обухватила све женске божанске моћи.
Обожавање Изиде завршено је успоном хришћанства у четвртом и петом веку наше ере. Њен култ је можда утицао на хришћанска веровања и праксе као што је Маријино штовање, али докази за овај утицај су двосмислени и често контроверзни. Изида наставља да се појављује у западној култури, посебно у езотеризму и модерном паганизму, често као персонификација природе или женског аспекта божанства.

## У Египту и Нубији

### Име и порекло
Док су се нека египатска божанства појавила у касном прединастијском периоду (пре око 3100. п. н. е.), ни Изида ни њен муж Озирис нису били споменути пре Пете династије (око 2494–2345. п. н. е.). Натпис који се можда односи на Изиду датира из владавине Њусера Инија у том периоду, и она се појављује на видљивим местима у текстовима у пирамидама, који су почели да се записују на крају династије и чији се садржај можда развио много раније. Неколико одломака у текстовима о пирамидама повезује Изиду са регионом делте Нила у близини Бехбеит ел-Хагара и Себенитоса, а њен култ можда је настао тамо.
Многи научници су се фокусирали на Изидино име у покушају да утврде њено порекло. Њено египатско име било је прво Ст, које је постало Есе(се) у коптској форми египћанског, Вуса у мероитском језику Нубије, и Исис, на којем се заснива њено модерно име, на грчком језику. Писање њеног имена садржи знак за трон, који Изида носи на глави као знак свог идентитета. Симбол служи као фонограм, који садржи све звуке у њеном имену, али се верује да је представљао и везу са стварним престолима. Стога је египтолог Курт Сете предложио тумачење по коме је Изида првобитно била персонификација престола. Хенри Франкфорт се сложио, сматрајући да је престо сматран краљевом мајком, а тиме и богињом, због моћи да човека учини краљем. Други научници, као што су Јурген Осинг и Клаус П. Колман, оспорили су ово тумачење, због разлика између Изидиног имена и речи за трон или због недостатка доказа да је престо икада био обожаван.

### Улога
Циклус мита о Озирисовој смрти и ускрснућу први пут је забележен у Пирамидним текстовима и прерастао је у најразумљивији и најутјецајнији од свих египатских митова. Изида игра главну улогу у овом миту, тако да се она развијала у књижевности од периода Новог краљевства (око 1550.-1070. п. н. е.) до Птолемејског периода (305.–30. п. н. е.) и постала је најсложенији књижевни лик. У исто време, приписиване су јој карактеристике многих других богиња, проширујући њен значај далеко изван Озирисовог мита.

#### Супруга
Изида је део Енеада из Хелиополиса, породице од девет богова која потиче од Бога створитеља, Атума или Ра. Она и њена браћа и сестре - Озирис, Сет и Нефтис - су последња генерација Енеада, потомака Геба, бога земље, и Нут, богиње неба. Бог стваралац, првобитни владар света, преноси свој ауторитет кроз мушке генерације Енеада, тако да Озирис постаје краљ. Изида, која је Озирисова жена, као и његова сестра, његова је краљица.
Сет убија Озириса и, у неколико верзија приче, уништава његов леш. Изида и Нефтис, заједно са другим божанствима као што је Анубис, траже делове тела свог брата и поново га састављају. Њихови напори су митски прототип за мумификацију и друге древне египатске погребне ритуале. Према неким текстовима, они морају такође заштитити тело Озириса од даљег скрнављења од стране Сета или његових свештеника. Изида је прототип ожалошћене удовице. Њена и Нефтисина љубав и жалост за братом помажу му да се врати у живот, као и Изидина рецитација магичних чаролија. Погребни текстови садрже Изидине говоре у којима она изражава своју тугу због Озирисове смрти, њене сексуалне жеље за њим, па чак и љутњу због тога што ју је оставио. Све те емоције играју улогу у његовом поновном рађању, јер су имале за циљ да га подстакну на акцију. Коначно, Изида враћа дах и живот Озирисовом телу и сједињује се са њим, стварајући њиховог сина Хоруса. Од тог тренутка Озирис живи само у Дуату или подземљу. Међутим, створивши сина и наследника који ће осветити његову смрт и извршити погребне обреде за њега, Изида је осигурала да ће њен муж опстати у загробном животу.
Изидина улога у припремама за загробни живот базирана је на миту. Она је помогала да се душама покојника врати целовитост као што је учинила за Озириса. Као и друге богиње, као што је Хатор, она је деловала и као мајка покојнику, пружајући им заштиту. Тако је, као и Хатор, понекад била у форми Иментет, богиње Запада, која је спроводила душу у загробни живот. Међутим, током већег дела египатске историје веровало се да мушка божанства као што је Озирис пружају регенеративне моћи, укључујући и сексуалну потенцију, која је била пресудна за поновно рођење. За Изиду се сматрало да само помаже Озирису стимулишући ову моћ. Женске божанске моћи постале су важније у касном Новом краљевству. Различити Птолемејеви погребни текстови наглашавају да је Изида преузела активну улогу у Хорусовом стварању тако што је сексуално стимулисала свог инертног мужа. Неки украси из гробнице из римског периода у Египту приказују Изиду у централној улози у загробном животу. У погребном тексту из те ере сугерише се да су жене сматране способним да се придруже Изиди и Нефтис у загробном животу.

#### Богиња мајка
Изида се третира као Хорусова мајка чак и у најранијим копијама Пирамидалних текстова. Ипак, постоје знаци да је Хатор првобитно сматрана његовом мајком, а друга тумачења представљају Хоруса као сина богиње Нут и брата Изиде и Озириса. Међутим, будући да се мит о Озирису развио током Старог краљевства Изида је могла бити само Хорусова мајка, и кроз њен однос с њим приказана је као отеловљење мајчинске побожности.
У проширеној верзији мита, Изида рађа Хоруса, у папирусним пољима делте Нила након дуге и тешке трудноће. Како њено дете расте, она мора да га заштити од Сета и многих других опасности - змија, шкорпиона и болести. У неким текстовима Изида путује са људима и принуђена је да тражи њихову помоћ. Према једној таквој причи, седам божанстава шкорпиона путује са њом и чувају је. Они се свете богатој жени која је одбила да помогне Изиди убадајући жениног сина својим жаокама, чиме Изида бива приморана да помогне недужном детету. Изидина репутација као милосрдног божанства, која је спремна да ублажи људску патњу, увелико је допринела њеној привлачности.
Изида наставља да помаже свом сину који изазива Сета у нади да ће повратити краљевство које је Сет узурпирао. Мајка и син понекад су приказани у конфликту, као онда када Хорус одсеца главу Изиди чиме она бива приморана да замени своју главу крављом, што објашњава порекло крављих рогова који Изида носи.
Изидин мајчински аспект проширио се и на друга божанства. Текстови из Средњег краљевства (око 2055.-1650. п. н. е.) кажу да су Четири Сина Хоруса, погребна божанства за која се сматрало да штите унутрашње органе покојника, потомци Изиде и Хоруса. У истом периоду, Хорус је био повезан са богом плодности Мин, тако да је Изида сматрана Миновом мајком. За једно отелотворење бога Мин, познатом као Камутеф, "бик његове мајке", који је представљао цикличну регенерацију богова и краљевства, говорило се да оплођује своју мајку. Тако је Изида такође сматрана Миновом супругом. Иста идеологија краљевства може лежати иза традиције, која се налази у неколико текстова, да је Хорус силовао Изиду. Амун, најистакнутије египатско божанство током Средњег и Новог краљевства, такође је преузео улогу Камутефа, а када је био у таквом облику, Изида је често приказивана као његова супруга. Апис, бик којег су обожавали као живог бога у Мемфису, наводно је био Изидин син, који је имао облик Озириса познатог као Озирис-Апис. Мајка бика Аписа била је тако позната као "крава Изида".
Прича на Папарусу из Великог краљевства уврстава Изиду у групу богиња које служе као бабице током рађања три будућа фараона. Она има сличну улогу и у текстовима Новог краљевства који описују божанске бабице које присуствују рођењу владајућих фараона.
У тексту познатом као Вестцар Папирус, Изида изговара имена троје деце пре њиховог рођења. Неки египтолози ову причу виде као веровање да је Изида имала моћ да предвиди или утиче на будуће догађаје, као и да утиче на друга божанства која су председавала рађањем, као што су Шаи и Рененутет. Текстови из много каснијег периода називају Изиду "љубавницом живота и владара судбине" и указују на то да она има контролу над Шаијем и Рененутетом. Управљајући овим божанствима, веровало се да Изида одређује дужину и квалитет људских живота.

#### Богиња фараона и заштитница краљевства
Хорус је изједначен са сваким живим фараоном а Озирис са фараоновим преминулим претходницима. Изида је стога била митолошка мајка и жена фараона. У Пирамидним текстовима њен примарни значај за фараона био је тај да га штити и помаже му у загробном животу. Њен утицај у краљевској идеологији растао је у периоду Новог Краљевства. Храмски рељефи из тог времена показују да је Изида дојила фараоне; њено млеко није само излечило Хоруса, већ је симболизовало његово божанско право да влада. Краљевска идеологија све више наглашава важност краљица као изасланице богиња на Земљи које су служиле као жене фараону и мајке његовим наследницима. У почетку је најважнија од ових богиња била Хатор, женски пар Ра и Хоруса, чија су својства у уметности инкорпорирана у краљевске круне. Али због својих властитих митолошких веза, Изида је такође добила исте улоге као и људске краљице.
Изидини поступци у заштити Озириса од Сета постали су део већег, ратоборнијег аспекта њеног карактера. Погребни текстови у периоду Новог Краљевства приказују Изиду у барци са Ра који плови кроз подземни свет, имајући функцију једног од неколико божанстава која покоравају Раовог непријатеља, Апепа. Краљеви су такође веровали у њену заштитну магијску моћ против људских непријатеља. У свом Птолемејском храму у Филеу, који се налазио близу границе са нубијским народима који су нападали Египат, она је описана као заштитница читавог народа, ефикаснија у борби него "милиони војника", подржавајући Птолемејске краљеве и римске цареве у њиховим напорима.

#### Богиња магије и мудрости
Изида је била позната и по својој магијској моћи, која јој је омогућила да оживи Озириса и да заштити и оздрави Хоруса. Због свог магијског знања, речено јој је да је "паметнија од милион богова". У неколико етапа у причи о Новом краљевству "Такмичење Хоруса и Сета", Изида користи ове способности да надмудри Сета током његовог сукоба са њеним сином. Једном приликом, она се претвара у младу жену која говори Сету да је уплетена у спор о наследству сличан Сетовом узурпирању Озирисове круне. Када Сет назове ову ситуацију неправедном, Изида му се руга, рекавши да је сам себе сматрао погрешним. У каснијим текстовима она користи своје моћи трансформације да би се борила и уништила Сета и његове следбенике.
Многе приче о Изиди имају форму хисториоле, увода у магичне текстове који описују митске догађаје везане за циљ који чаролија жели постићи. У једној чаролији, Изида ствара змију која угризе Ра, који је старији и већи од ње, и чини га болесним. Она нуди да излечи Ра а за узврат тражи од њега да јој каже своје истинско, тајно име - део знања који носи са собом неописиву моћ. Након много присиле, Ра јој саопштава своје име, које она преноси Хорусу. Ова прича се може протумачити као прича о пореклу, која објашњава зашто Изидина магијска способност превазилази магијске способности других богова, али будући да она користи магију како би обуздала Ра, чини се као да већ има такве способности чак и пре него што је сазнала његово име.

#### Богиња неба
Многе улоге које је Изида стекла дало јој је важну позицију на небу. Одломци у текстовима пирамиде блиско повезују Изиду са Сопдетом, богињом која представља звезду Сириус, чији однос са супругом Сахом - сазвежђем Орион - и њиховим сином Сопдуом доста подсећа на однос Изиде са Озирисом и Хорусом. Успон звезде Сириус, непосредно пре почетка поплаве Нила, дао је Сопдети блиску везу са поплавом и резултирајућим растом биљака. Делимично због њене везе са Сопдетом, Изида је такође била повезана са поплавом, која се понекад изједначавала са сузама које је пролила за Озирисом. До Птолемајских времена била је повезана са кишом, коју египатски текстови називају "Нил на небу"; са сунцем као заштитником Раове барке и са Месецом, вероватно зато што је била повезана са грчком лунарном богињом Артемидом заједничком везом са египатском богињом плодности, Бастет. У химнама из Филеу, она се назива "Госпа од Неба" чија је власт над небом паралелна са Озирисовом владавином над подземљем и Хорусовим краљевством на земљи.

#### Универзална богиња
У Птолемејским временима Изидина сфера утицаја обухватала је скоро читав космос. Као божанство које је штитило Египат и подржавало његовог краља, имала је моћ над свим народима, и као неко ко даје кише оживљава природни свет. Химна из Филеа у којој се Изида од почетку назива владаром неба наставља да проширује њен ауторитет, тако да у свом врхунцу њена власт обухвата небо, земљу и подземље. Верује се да њена моћ над природом храни људе, благосиља мртве и богове. Друге, химне на грчког језика из Птолемејског Египта називају је "предивном суштином свих богова". Током египатске историје, многа божанства, велика и мала, описана су на сличан начин као и Изида. Амун се најчешће описивао на овај начин у Новом краљевству, док су у Римском Египту такви термини били примењени на Изиду. Такви текстови не поричу постојање других богова, већ их третирају као аспекте врховног божанства.
У касним, Птолемејским и Римским периодима, многи храмови су садржали мит о стварању који је бивао прилагођен како би дао примарну улогу локалним божанствима. У Филеу, Изида је описана као стваратељ на исти начин на који старији текстови говоре о бога Птаха, за кога се каже да је дизајнирао свет својим интелектом и да га је обликовао у биће. Као и он, верује се да је Изида формирала космос.
Као и други богови у историји Египта, Изида је имала различите облике у својим индивидуалним центрима култа, и сваки култни центар је наглашавао различите аспекте њеног карактера. Локални Изидини култови су се више фокусирали на карактеристичне особине свог божанства него на њену универзалност. Текст у Изидином храму у Дендери каже: "у сваком ному је она која је у сваком граду, у сваком ному са својим сином Хорусом".

### Иконографија
У египатској уметности, Изида је најчешће приказивана као жена са типичним атрибутима богиње: плаштом, штапићем од папируса у једној руци и анк знаком у другом. Она и Нефтис често се појављују заједно, посебно када оплакују Озирисову смрт, подупирући га на трону или штитећи саркофаге мртвих. У таквим ситуацијама, њихова лица су често прекривена рукама, у гесту жалости, или испружене око Озириса или покојника као знак њихове заштитничке улоге. У таквим околностима често су приказиване као змајеви или жене са крилима змајева. Ова форма може бити инспирисана сличношћу између позива змајева и крикова жена које плачу, или метафором која повезује потрагу за змајом са потрагом богиња за њиховим мртвим братом. Изида се понекад појављује у другим животињским облицима: као крмача, која представља њен мајчински карактер; као крава, посебно када је повезана са Аписом; или као шкорпион. Она је такође добила облик дрвета или жене која израња из дрвета, понекад нудећи храну и воду преминулим душама. Овај облик алудирао је на мајчинску исхрану коју је пружала.
Почевши од Новог краљевства, захваљујући блиским везама између Изиде и Хатор, Изида је преузела атрибуте других богиња, као што су систрумска звечка и обележје крављих рогова између којих се налази сунчев диск. У истом периоду, почела је да носи обележја људске краљице, као што је круница у облику лешинара на глави и краљевски уреус, или усправљене кобре. У Птолемејско и Римско доба, статуе и фигурине Изиде често су је приказивале у грчком скулптуралном стилу, са атрибутима преузетим из египатске и грчке традиције. Неке од ових слика одражавају њену повезаност са другим богињама. Изида-Термутис, комбинација је Изиде и Рененутет која је представљала пољопривредну плодност, приказана је у овом стилу као жена са доњим делом змије.
Симбол Тета који је приказан у облику петље сличан анку, био је сматран Изидиним посебним симболом још у Новом краљевству, иако је постојао много раније. Често је био направљен од црвеног јасписа чија је боја била слична Исисовој крви. Коришћен је као погребна амајлија јер се веровало да пружа жаштиту ономе који је носи.

### Обожавање

#### Однос са краљевском породицом
Упркос њеном значају у Озирисовом миту, Изида је првобитно била мање божанство у идеологији која окружује живог краља. Њена важност расла је током Новог краљевства, када се све више повезивала са Хатор и људском краљицом.
Почетком првог миленијума п. н. е. повећава се нагласак на породични троугао Озириса, Изиде и Хоруса. У четвртом веку пре нове ере, фараон Нектанеб I из тридесете династије је тврдио да је Изида његово божанска заштитница, повезујући је још ближе политичкој моћи. Краљевство Куш, које је владало Нубијом од осмог века пре нове ере до четвртог века наше ере, прихватило је и прилагодило египатску идеологију око краљевства. Изида је поистовећена са кандакеом, краљицом или краљицом мајке кушитског краља.
Птолемејски грчки краљеви, који су владали Египтом као фараони од 305. до 30 година пре нове ере, развили су идеологију која их је повезала са египатским и грчким боговима, како би ојачали своје право на трон у очима својих грчких и египатских поданика. Вековима раније, грчки колонисти и посетиоци Египта су повукли паралеле између египатских божанстава и њихових властитих. Херодот, Грк који је писао о Египту у петом веку пре нове ере, упоредио је Изиду са Деметром, чија је митска потрага за њеном кћерком Персефоном личила на Изидину потрагу за Озирисом. Деметра је била једна од ретких грчких богова које су Египћани у Птолемејским временима широко прихватили, тако да је сличност између ње и Изиде била веза између ове две културе. У другим случајевима, Изида је била повезана са Афродитом кроз сексуалне аспекте њеног карактера. На основу ових традиција, прва два Птолемејска владара промовисала су култ новог бога Сераписа, који је комбиновао аспекте Озириса и Аписа са онима грчких богова као што су Зевс и Дионис. Изида, приказана у хеленизованом облику, сматрана је супругом Сераписа као и Озириса. Птолемеј II и његова сестра и жена Арсинoja II развили су култ око себе, тако да су их обожавали у истим храмовима као и Сераписа и Изиду, а Арсинoja II је упоређена са Изидом и Афродитом. Неке Птолемејске краљице касније су се више идентифицирале са Изидом. Клеопатра III, у другом веку пре нове ере, користила је Изидино име уместо сопственог, а Клеопатра VII, последњи владар Египта пре него што је припојен Риму, користила је епитет "нова Изида".

#### Храмови и фестивали
Све до краја Новог краљевства, Изидин култ био је уско повезан са оним мушких божанстава као што су Озирис, Мин или Амун. Обично су је обожавали као мајку или супругу, а посебно је обожавана као мајка различитих локалних облика Хоруса. Ипак, имала је своја независна свештенства на неким локацијама, и барем један свој храм, у Озирисовом култном центру Абидоса, током касног Новог Краљевства.
Први познати храмови Изиде били су Исеону у Бехбеит ел-Хагару у северном Египту и Филеу на крајњем југу. Оба су почела са изградњом за време тридесете династије и завршена или проширена од стране Птолемејских краљева. Захваљујући Изидиној распрострањеној слави, њен храм у Филеу је привлачио ходочаснике из целог Медитерана. Многи други храмови Изиде настали су у Птолемајска времена, у распону од Александрије и Цанопуса на медитеранској обали до Египатске границе са Нубијом. Нубијци из Куша саградили су своје храмове посвећене Изиди на местима која су се налазила на југу као Вад Бан Нака, укључујући и један у њиховом главном граду, Мерозу.
Најчешћи храмски обред за свако божанство био је свакодневни ритуал понуде, у којем су се свештеници облачили у култни имиџ божанства и понудили му храну. У римско доба храмови Изиде у Египту могли су бити изграђени или у египатском стилу, у којем се центар култа налази у скривеном светилишту које је доступно само свештеницима или у грчко-римском стилу у којем су сви могли бити укључени. Ипак, грчка и египатска култура су се у то време јако прожимале и можда није било етничке поделе између Изидиних обожавалаца. Исти људи су се молили Изиди изван храмова у египатском стилу и испред њеног кипа у храмовима у грчком стилу.
У храмовима су се такође славили многи фестивали током године, неки на националном нивоу а неки на локалном нивоу. Разрађени низ обреда спроведен је широм Египта за Озириса током месеца Којака, а Изида и Нефтис су били истакнуте у овим обредима у Новом краљевству. У Птолемејским временима, две жене су тумачиле улоге Изиде и Нефтис током Којака, певајући или кукајући у жалости за својим мртвим братом. Њихове песме су сачуване у фестивалским песмама под именом "Песма Изиде и Нефтис" и "Жаљења Изиде и Нефтис".
На крају, Изида је развила сопствене фестивале. У римско доба, Египћани широм земље прослављали су њен рођендан, Амесисиа, носећи статуу Изиде преко њихових поља, вероватно славећи њене моћи плодности. Свештеници у Филеу одржали су фестивал на сваких десет дана када је статуа Изиде преношена на суседно острво Бигех, за које се веровало да је било Озирисово место сахране, а свештеници су за њега обављали погребне обреде. Статуа је такође ношена у суседне храмове на југу, чак и током последњих векова активности у Филеу када су те храмове водили нубијски народи изван римске владавине.

#### Погребне церемоније
У многим чаролијама у текстовима пирамида Изида и Нефтис помажу преминулом фараону да досегне загробни живот. У "Текстовима Ковчега" из Средњег краљевства, Изида се појављује још чешће, али у овим текстовима Озирису се приписује да оживи мртве чешће него она. Извори из Новог Краљевства као што је "Књига мртвих" описују Изиду као заштитницу покојних душа која им помаже и штити их док се суочавају са опасностима у Дуату. Они такође описују Изиду као члана божанског суда који одлучује о моралној исправност душа пре него што их пошаљу у загробни живот, а она се налази поред Озириса док он председава овим трибуналом.
Изида и Нефтис су учествовале у погребним церемонијама, где су приказиване као две жене које плачу, сличне онима на фестивалу у Абидосу, оплакујући покојника као што су две богиње оплакивале свог брата. Изида је често алудирала на погребну опрему: на саркофазима и канопским сандуцима а приказивана је и као једна од четири богиње које су штитиле Четири Сина Хоруса. Касни погребни текстови истицали су њено жаловање за Озирисом, а један такав текст, један из "Књиге о живима", наводно је био написан с њене стране у корист Озириса. У нубијској погребној религији, Изида је сматрана значајнијом од њеног мужа, јер је била активни партнер док је он само пасивно примао понуде које му је она нудила како би га одржала у загробном животу.
Хришћанство је постало доминантна религија у Римском царству, укључујући Египат, током четвртог и петог века наше ере. Култови египатског храма су постепено и у различитим тренуцима изумрли као последица комбинације недостатка средстава и хришћанског непријатељства. Изидин храм у Филеу, одржаван од стране нубијских верника, и даље је имао организовано свештенство и редовне прославе све до средине петог века наше ере, чинећи га последњим потпуно функционалним храмом у Египту.